# Bandera de Vilamitjana
La bandera oficial de Vilamitjana (Tremp, Pallars Jussà) té el següent blasonament:
Bandera apaïsada, de proporcions dos d'alt per tres d'ample, bicolor vertical verda i blanca, verda al cantó del pal i blanca al del vol. La part verda ocupa 7/18 parts de la llargada i la part blanca la resta. Sobre la divisòria dels dos colors, una flor de llis d'una alçada de 7/9 parts de la del drap de colors de l'un en l'altre.
Va ser aprovada en el Ple de l'entitat municipal descentralitzada el 19 de desembre de 1992 i publicada en el DOGC el 25 d'octubre de 1993 amb el número 1813.